# 林仁肇
林仁肇（?—972年），福州人。本为闽国将领，后为南唐大將。其兄林仁翰。
李後主時任南都留守兼侍中，在南昌訓練十萬水師，上言：“淮南諸州，戍兵各不過千人，宋朝前年滅蜀，今又取岭表，往返數千里，師旅罷敝。愿假臣兵數万，自壽春北渡，徑据正陽，因思舊之民，可复江北舊境。”李煜不同意。
宋太祖忌林仁肇，開寶五年（972年）遣人繪仁肇畫像（一作秘密派人从武昌僧院偷回），掛之別室，告訴南唐使者李從善：“仁肇願歸順我朝，先寄畫像為信物。”又指空館曰：「將以此賜仁肇。」從善遣使回報後主。後主將信就疑，以毒藥鸩殺仁肇。不久，宋军攻下南唐。